# Iñaki Ordóñez
Iñaki Ordóñez Ochoa (Pamplona, 1 de enero de 2003) es un baloncestista español  que se desempeña como ala-pívot en el CB Prat de la Liga LEB Plata.

## Trayectoria
Iñaki es hijo de Leticia Ochoa, ex-profesional de baloncesto, y de Iñaki Ordóñez Mañas, exjugador internacional de balonmano. Es un jugador formado en las categorías inferiores del CD San Cernin, CD Mutilbasket y Basket Navarro Villoslada, antes de ingresar en 2017 en la estructura del Barcelona. 
En la temporada 2021-22, forma parte de la plantilla del FC Barcelona "B" de Liga EBA, logrando el ascenso a LEB Plata. 
El 10 de agosto de 2022, firma por el Basket Navarra Club de la Liga LEB Plata, donde firmó 7,2 puntos (48,4% en tiros de 2, en triples un 26% y en tiros libres un 64,4%). Además, su gran altura le ayudó para capturar 3,4 rebotes por choque que, unidos a sus 1,3 asistencias, le llevaron a sumar 7,5 créditos de valoración personal en los 22 minutos que estuvo sobre la pista.
El 9 de agosto de 2023, firma por el Melilla Sport Capital Enrique Soler de la Liga LEB Plata.
El 29 de febrero de 2024, firma por el CB Prat de la Liga LEB Plata.

## Selección nacional
Es internacional en las categorías inferiores de la selección española, siendo internacional sub-16 y sub-20. 
En julio de 2023, disputa el Campeonato Europeo de Baloncesto Masculino Sub-20 celebrado en Heraclión, Grecia.